# Pelecopsis sculpta
Pelecopsis sculpta là một loài nhện trong họ Linyphiidae.
Loài này thuộc chi Pelecopsis. Pelecopsis sculpta được James Henry Emerton miêu tả năm 1917.